# María José Suárez
María José Suárez Benítez (Coria del Río, Sevilla, 1 de marzo de 1975) es una modelo y presentadora de televisión española.

## Biografía
María José nace en Coria del Río, localidad de Sevilla, el 1 de marzo de 1975, siendo la mayor de cuatro hermanas; Raquel, Carmen y Mariló. Tras acabar sus estudios de bachillerato, comienza a estudiar la carrera de magisterio, la cual abandona a obtener el título de Miss España en el año 1996. Este título le facilita la posibilidad de trabajar como modelo. A partir del año 2000, José Luis Moreno le brinda una de sus mayores oportunidades profesionales seleccionándola para presentar junto a la también ex Miss España Juncal Rivero, el programa de variedades Noche de fiesta que emite Televisión Española, y en el que permanece hasta su cancelación definitiva en 2004. Su labor como presentadora ha tenido continuidad con la conducción de diversas galas, como las emitidas por TVE en las nocheviejas de 2002, 2003 y 2004 o el programa Entre amigos (2005-2006), de nuevo bajo las órdenes de Moreno y junto al actor Andoni Ferreño. En la temporada 2005-2006 participó también como concursante en el espacio de baile ¡Mira quién baila!, presentado por Anne Igartiburu y en 2007 en el programa de monólogos de La Sexta El club de Flo, presentado por Florentino Fernández. Fue la presentadora de los certámenes Miss España y Míster España 2011 junto a Agustín Bravo.

## Trayectoria
- Y ahora Sonsoles en Antena 3 (2024) - colaboradora.
- El gran reto musical (2017) - invitada.
- La noche en Paz (2015) - presentadora.
- Miss España y Míster España (2011) - presentadora.
- Yo estuve allí (1 episodio) (2008) - ella misma.
- El club de Flo (2007) - concursante.
- Ankawa (2006) - invitada.
- ¿Por qué se frotan las patitas? (2006) - presentadora.
- Planta 25 (2006) - presentadora.
- Murcia, ¡qué hermosa eres! (2006) - presentadora.
- Entre amigos (2005-2006) - presentadora.
- Corazón de... (2005 y 2006) - invitada.
- Tan agustito (1 episodio) (2005) - ella misma.
- ¡Mira quién baila! (2005-2006) - concursante y 5º puesto.
- A tortas con la vida (1 episodio) (2005) - ella misma.
- Dos rombos (2005) - invitada.
- Salsa rosa (2005) - invitada.
- Certámenes Miss España y Míster España (2005) - jurado.
- 7 vidas (1 episodio) (2004) - como Alex.
- Petits mythes urbains (1 episodio) (2004) - ella misma.
- La noche abierta (2004) - invitada.
- Con La Primera al 2005 (2004) - presentadora.
- Pasapalabra (2003-2011) - invitada.
- Con La Primera al 2004 (2003) - presentadora.
- Telepasión española (2002) - invitada.
- Con La Primera al 2003 (2002) - presentadora.
- El flotador (2001) - invitada.
- Grand Prix del verano (2000 y 2005) - madrina.
- Noche de fiesta (2000-2004) - presentadora.
- Waku Waku (1999-2000) - concursante.
- Furor (1998) - concursante.
- El concursazo (1997) - concursante.
- De domingo a domingo (1997) - invitada.
- A toda página (1997) - invitada.
- Uno para todas (1996) - invitada.
- ¡Qué me dices! (1996) - invitada.
- Cita con la vida (1996) - invitada.
- Esto es lo que hay (1996) - invitada.
- Esta noche cruzamos el Mississippi (1996) - invitada.
- Certamen Miss España 1996 - Ganadora.

| Predecesor: María Reyes | Miss España 1996 | Sucesor: Inés Sainz Esteban |